# Іветт Купер
Іветт Купер (англ. Yvette Cooper; нар. 20 березня 1969, Інвернесс, Шотландія) — британський політик з Лейбористської партії. Вона є членом Палати громад від виборчого округу Normanton, Pontefract and Castleford з 1997 року, тіньовий міністр внутрішніх справ з 2011, тіньовий міністр закордонних справ з 2010 по 2011.
Освіту здобула в Оксфорді. Університет закінчила зі ступенем бакалавра політології, філософії та економіки. У 1991 році отримала стипендію і почала навчання у Гарвардському університеті, де вона вивчала економіку.
Початок її політичної кар'єри був у 1990 році, коли вона стала економічним радником Джона Сміта, канцлера казначейства у тіньовому кабінеті. У 1992 працювала на президентську кампанію Білла Клінтона. У тому ж році стала радником головного секретаря казначейства опозиції Гаррієт Гарман. У 1994 році почала працювати у Центрі економічної діяльності. З 1995 була кореспондентом The Independent з економіки.
У 1999 р. — парламентський заступник державного секретаря у Міністерстві охорони здоров'я, у 2003 році почав працювати у канцелярії заступника прем'єр-міністра. Після виборів 2005 року — Державний міністр. У 2007 — державний міністр у справах житлового будівництва і планування. У 2008 році стала членом кабінету як державний секретар з питань праці й пенсій. З 2009 по 2010 — міністр праці і пенсій.
Вона перебуває у шлюбі з політиком Едом Болсом. Ед і Іветт були одружені 10 січня 1998 у місті Істборн. Разом у них троє дітей: Еллі, Джо і Медді. Після народження сина у 2001 році, була першим членом уряду, який пішов у декретну відпустку.